# Marshall, Virginia
Marshall är en ort i Fauquier County i delstaten Virginia, USA.